# Eupithecia miamata
Eupithecia miamata är en fjärilsart som beskrevs av Samuel E. Cassino 1925. Eupithecia miamata ingår i släktet Eupithecia och familjen mätare. Inga underarter finns listade i Catalogue of Life.